# آشینا موری‌تاکا
آشینا موری‌تاکا (به ژاپنی: 蘆名 盛隆 Ashina Moritaka); ۱ ژانویهٔ ۱۵۶۱ – ۸ نوامبر ۱۵۸۴) سامورایی ارباب قلعه آیزو-واکاماتسو در دوره سنگوکو اهل ژاپن بود.